# بخش کونلونگ
بخش کونلونگ (به لاتین: Kunlong District) یک منطقهٔ مسکونی در میانمار است که در ایالت شان واقع شده‌است. بخش کونلونگ ۴۸۹ متر بالاتر از سطح دریا واقع شده‌است.